# Katie Edith Gliddon

Katie Edith Gliddon (6 de maig del 1883 - 1 de setembre del 1967) fou una pintora aquarel·lista i suffragette anglesa. Era membre de la Unió Social i Política de les Dones (WSPU en anglès) per la qual va fer campanya i l'empresonaren a Holloway el 1912. Especialitzada a pintar flors, en els seus darrers anys fou professora de pintura i dibuix.

## Biografia
Katie Gliddon nasqué a Twickenham, Middlesex, al 1883, filla de Margaret Martha Lelean (1860-1941) i Aurelius James Louis Gliddon (1857-1929), ministre de l'Església Reformada Unida (1882-1884) i homeòpata. El cens del 1911 la qualifica d'artista, perquè estudià en la Slade School of Fine Art del 1900 al 1904 amb Frederick Brown i Henry Tonks. La seua germana petita Gladys Evelyn Gliddon (1886-1969) també hi figurava com a artista. El seu germà menor, el tinent Maurice Gliddon, amb Creu Militar (1892–1917), fou assassinat durant la Primera Guerra Mundial.

## Activisme

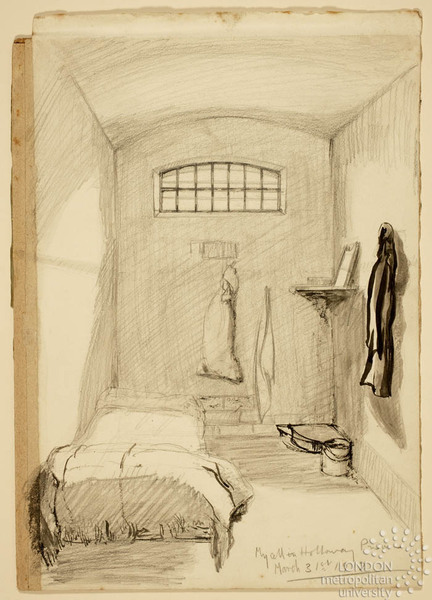
La cel·la de la presó de Katie Gliddon a Holloway, dibuixada per ella el 1912 per al The Poetical Works of Percy Bysshe Shelley

Es va unir a la branca Croydon de la WSPU al 1910, amb el pseudònim de Catherine Susan Gray. Al 1911 havia publicat articles sobre sufragi en alguns periòdics. La companyia Davis & Langdale, amb seu a Nova York, enumera una pintura a tinta i pinzell titulada Gliddon de l'artista Walter Sickert del 1912, que retrata a Katie Gliddon quan coneixia la germana de Sickert, Helena Swanwick, que també era activista pel sufragi.
Al març del 1912, va trencar la finestra d'una oficina de correus de Wimpole Street. Fou arrestada i sentenciada a dos mesos de presó amb treballs forçats a Holloway, pena que va complir al març i abril del 1912. Havia cosit llapis al coll del seu abric i els va usar per a escriure i il·lustrar un diari secret de presó als marges de la seua còpia de The Poetical Works of Percy Bysshe Shelley.